# Hasdingi
Hasdingii au fost triburile sudice ale vandalilor, un trib germanic răsăritean. Aceștia au ocupat sudul Poloniei, vestul Ucrainei, Slovaciei și Ungariei de astăzi. Au participat la migrația vandalilor în peninsula Iberică, iar mai târziu în Africa de Nord.
În 409, hasdingii se așează ca foederati în Gallaecia (în prezent Galicia, Asturias și nordul Portugaliei).
Gunderic, regele hasdingilor, și-a pierdut regatul în fața regelui sueb Hermeric după o bătălie împotriva unei forțe aliate a romanilor și suebilor. S-a retras în Baetica cu armata sa unde devine rege și al vandalilor silingi și al alanilor.